# O Sanfoneiro Só Tocava Isso
"O Sanfoneiro Só Tocava Isso" é uma canção composta por Haroldo Lobo e Geraldo Medeiros que foi gravada originalmente por Dircinha Batista em 1949. Atualmente uma das músicas mais tocadas em festas juninas, ela já foi regravada por inúmeros artistas, entre os quais Tonico e Tinoco, Xuxa, Dominguinhos, Sivuca e Oswaldinho do Acordeon, e, mais recentemente, Suricato, versão esta que foi tema de abertura da telenovela Êta Mundo Bom!.

## Versões Covers
| Ano  | Artista/Banda                                 | Álbum                                     | Ref.   |
| ---- | --------------------------------------------- | ----------------------------------------- | ------ |
| 1964 | Mozart Ituassú                                | VIVA VOVÔDEVILLE!                         | [ 5 ]  |
| 1969 | Miranda                                       | Miranda e Sua Bandinha                    | [ 6 ]  |
| 1970 | Lyra de Xopotó                                | As 14 Maiorais Juninas com Lyra de Xopotó | [ 7 ]  |
| 1983 | Elcio Alvarez                                 | Banda Caipira Para Dançar                 | [ 8 ]  |
| 1989 | Tonico e Tinoco                               | Raízes Sertanejas                         |        |
| 1997 | Xuxa                                          | Arraiá da Xuxa                            |        |
| 2000 | Moraes Moreira                                | Bahião com H                              | [ 9 ]  |
| 2004 | Dominguinhos, Sivuca e Oswaldinho do Acordeon | Cada um Belisca um Pouco                  |        |
| 2009 | Cia. Cabelo de Maria                          | São João do Carneirinho                   | [ 9 ]  |
| 2014 | Milene Pavorô                                 | Arraiá da Pavorô                          |        |
| 2015 | Suricato                                      | Trilha-sonora da novela Êta Mundo Bom!    |        |
| 2016 | Atchim e Espirro                              | O Arraiá do Atchim e Espirro              |        |
| 2025 | Lauana Prado                                  | Trilha-sonora da novela Êta Mundo Melhor! | [ 10 ] |